# SonarQube
SonarQube (по-рано Sonar) е open source платформа за анализ на качеството на софтуера. SonarQube използва различни инструменти за статичен анализ на програмите като Checkstyle, FindBugs и други, с помощта на които извлича софтуерни метрики, които след това могат да бъдат използвани за подобряване на качеството на софтуера.

## Характеристики
- Предлага доклади за дублиране на код, модулно тестване, добър стил на програмиране, покритие на кода коментари и също дизайн и архитектура.
- Поддържа езиците: Java (including Android), C#, PHP, JavaScript, C/C++, COBOL, PL/SQL, PL/I, ABAP, VB.NET, VB6, Python, RPG, Flex, Objective-C, Swift, Web and XML.